# Convocazioni per il campionato europeo maschile di calcio 2012
Elenco dei giocatori convocati da ciascuna Nazionale partecipante agli Europei di calcio 2012.
Le liste ufficiali, composte da 23 giocatori di cui 3 portieri, dovevano essere presentate all'UEFA entro il 29 maggio 2012. Nel caso un giocatore tra i convocati si infortuni seriamente prima della partita d'esordio della propria squadra e per questo non possa disputare la fase finale dell'Europeo, può essere sostituito da un altro.
L'età dei giocatori e il numero di presenze e gol riportati sono relativi all'8 giugno 2012, data di inizio della manifestazione.

## Gruppo A

### Polonia
Commissario tecnico: Franciszek Smuda
Il 2 maggio 2012 Smuda ha stilato una lista provvisoria di 26 giocatori per il torneo. Il 27 maggio arriva la lista completa dei 23 che prenderanno parte alla manifestazione.
| N. | Pos. | Giocatore                | Data nascita (età)         | Pres. | Reti | Squadra            |
| -- | ---- | ------------------------ | -------------------------- | ----- | ---- | ------------------ |
| 1  | P    | Wojciech Szczęsny        | 18 aprile 1990 (22 anni)   | 9     | 0    | Arsenal            |
| 2  | D    | Sebastian Boenisch       | 1º febbraio 1987 (25 anni) | 5     | 0    | Werder Brema       |
| 3  | D    | Grzegorz Wojtkowiak      | 26 gennaio 1984 (28 anni)  | 18    | 0    | Lech Poznań        |
| 4  | D    | Marcin Kamiński          | 15 gennaio 1992 (20 anni)  | 3     | 0    | Lech Poznań        |
| 5  | C    | Dariusz Dudka            | 9 dicembre 1983 (28 anni)  | 62    | 2    | Auxerre            |
| 6  | C    | Adam Matuszczyk          | 14 febbraio 1989 (23 anni) | 19    | 1    | Fortuna Düsseldorf |
| 7  | C    | Eugen Polanski           | 17 marzo 1986 (26 anni)    | 7     | 0    | Magonza            |
| 8  | C    | Maciej Rybus             | 19 agosto 1989 (22 anni)   | 20    | 1    | Terek Groznyj      |
| 9  | A    | Robert Lewandowski       | 21 agosto 1988 (23 anni)   | 41    | 13   | Borussia Dortmund  |
| 10 | C    | Ludovic Obraniak         | 10 novembre 1984 (27 anni) | 22    | 4    | Bordeaux           |
| 11 | C    | Rafał Murawski           | 9 ottobre 1981 (30 anni)   | 42    | 1    | Lech Poznań        |
| 12 | P    | Grzegorz Sandomierski    | 5 settembre 1989 (22 anni) | 3     | 0    | Jagiellonia        |
| 13 | D    | Marcin Wasilewski        | 9 giugno 1980 (31 anni)    | 47    | 1    | Anderlecht         |
| 14 | D    | Jakub Wawrzyniak         | 7 luglio 1983 (28 anni)    | 25    | 0    | Legia Varsavia     |
| 15 | D    | Damien Perquis           | 4 ottobre 1984 (27 anni)   | 6     | 1    | Sochaux            |
| 16 | C    | Jakub Błaszczykowski (c) | 14 dicembre 1985 (26 anni) | 50    | 8    | Borussia Dortmund  |
| 17 | A    | Artur Sobiech            | 12 giugno 1990 (21 anni)   | 4     | 1    | Hannover 96        |
| 18 | C    | Adrian Mierzejewski      | 4 novembre 1986 (25 anni)  | 22    | 1    | Trabzonspor        |
| 19 | C    | Rafał Wolski             | 10 novembre 1992 (19 anni) | 2     | 0    | Legia Varsavia     |
| 20 | D    | Łukasz Piszczek          | 3 giugno 1985 (27 anni)    | 23    | 0    | Borussia Dortmund  |
| 21 | C    | Kamil Grosicki           | 8 giugno 1988 (24 anni)    | 12    | 0    | Sivasspor          |
| 22 | P    | Przemysław Tytoń         | 4 gennaio 1987 (25 anni)   | 5     | 0    | PSV                |
| 23 | A    | Paweł Brożek             | 21 aprile 1983 (29 anni)   | 34    | 8    | Celtic             |

### Grecia
Commissario tecnico: Fernando Santos
Santos ha stilato una prima lista di giocatori impegnati nei campionati esteri il 10 maggio 2012 e la seconda, con giocatori del campionato greco, il 17 maggio 2012 per una lista provvisoria di 25 giocatori. Il 28 maggio il CT Santos dirama la lista definitiva dei 23 convocati.
| N. | Pos. | Giocatore                 | Data nascita (età)         | Pres. | Reti | Squadra        |
| -- | ---- | ------------------------- | -------------------------- | ----- | ---- | -------------- |
| 1  | P    | Kōstas Chalkias           | 30 maggio 1974 (38 anni)   | 30    | 0    | PAOK           |
| 2  | D    | Giannīs Maniatīs          | 12 ottobre 1986 (25 anni)  | 8     | 0    | Olympiacos     |
| 3  | D    | Giorgos Tzavelas          | 26 novembre 1987 (24 anni) | 5     | 0    | Monaco         |
| 4  | D    | Stelios Malezas           | 11 marzo 1985 (27 anni)    | 2     | 0    | PAOK           |
| 5  | D    | Kyriakos Papadopoulos     | 23 febbraio 1992 (20 anni) | 7     | 2    | Schalke 04     |
| 6  | C    | Grīgorīs Makos            | 18 gennaio 1987 (25 anni)  | 10    | 0    | AEK Atene      |
| 7  | A    | Giōrgos Samaras           | 21 febbraio 1985 (27 anni) | 53    | 7    | Celtic         |
| 8  | D    | Avraam Papadopoulos       | 3 dicembre 1984 (27 anni)  | 32    | 0    | Olympiacos     |
| 9  | A    | Nikos Lyberopoulos        | 4 agosto 1975 (36 anni)    | 75    | 13   | AEK Atene      |
| 10 | C    | Giōrgos Karagkounīs (c)   | 6 marzo 1977 (35 anni)     | 116   | 8    | Panathīnaïkos  |
| 11 | A    | Kōstas Mītroglou          | 12 marzo 1988 (24 anni)    | 12    | 0    | Atromītos      |
| 12 | P    | Alexandros Tzorvas        | 12 agosto 1982 (29 anni)   | 16    | 0    | Palermo        |
| 13 | P    | Michalīs Sīfakīs          | 9 settembre 1984 (27 anni) | 11    | 0    | Arīs Salonicco |
| 14 | A    | Dimitris Salpingidis      | 18 agosto 1981 (30 anni)   | 55    | 6    | PAOK           |
| 15 | D    | Vasilīs Torosidīs         | 10 giugno 1985 (26 anni)   | 44    | 6    | Olympiacos     |
| 16 | C    | Giōrgos Fōtakīs           | 29 ottobre 1981 (30 anni)  | 9     | 2    | PAOK           |
| 17 | A    | Theofanis Gekas           | 23 maggio 1980 (32 anni)   | 57    | 21   | Samsunspor     |
| 18 | C    | Sōtīrīs Ninīs             | 3 aprile 1990 (22 anni)    | 19    | 2    | Panathīnaïkos  |
| 19 | D    | Sōkratīs Papastathopoulos | 9 giugno 1988 (23 anni)    | 27    | 0    | Werder Brema   |
| 20 | D    | José Holebas              | 27 giugno 1984 (27 anni)   | 3     | 0    | Olympiacos     |
| 21 | C    | Kōstas Katsouranīs        | 21 giugno 1979 (32 anni)   | 90    | 9    | Panathīnaïkos  |
| 22 | C    | Kōstas Fortounīs          | 16 ottobre 1992 (19 anni)  | 2     | 0    | Kaiserslautern |
| 23 | C    | Giannis Fetfatzidis       | 21 dicembre 1990 (21 anni) | 12    | 3    | Olympiacos     |

### Russia
Commissario tecnico: Dick Advocaat
L'11 maggio 2012 Advocaat ha pre-convocato 26 giocatori per il torneo. Vasilij Berezuckij e Roman Šiškin sono stati esclusi rispettivamente il 20 e il 24 maggio, il primo per un infortunio alla coscia e il secondo per problemi gastrointestinali. Vengono sostituiti rispettivamente da Roman Šaronov (che era già tra i 26 pre-convocati) e Kirill Nababkin. Dopo l'amichevole del 25 maggio 2012 sono stati esclusi anche Artëm Dzjuba e Magomed Ozdoev.
| N. | Pos. | Giocatore           | Data nascita (età)          | Pres. | Reti | Squadra               |
| -- | ---- | ------------------- | --------------------------- | ----- | ---- | --------------------- |
| 1  | P    | Igor' Akinfeev      | 8 aprile 1986 (26 anni)     | 51    | 0    | CSKA Mosca            |
| 2  | D    | Aleksandr Anjukov   | 28 settembre 1982 (29 anni) | 65    | 1    | Zenit San Pietroburgo |
| 3  | D    | Roman Šaronov       | 8 settembre 1976 (35 anni)  | 8     | 0    | Rubin                 |
| 4  | D    | Sergej Ignaševič    | 14 luglio 1979 (32 anni)    | 74    | 5    | CSKA Mosca            |
| 5  | D    | Jurij Žirkov        | 20 agosto 1983 (28 anni)    | 51    | 0    | Anži                  |
| 6  | C    | Roman Širokov       | 6 luglio 1981 (30 anni)     | 21    | 4    | Zenit San Pietroburgo |
| 7  | C    | Igor' Denisov       | 17 maggio 1984 (28 anni)    | 25    | 0    | Zenit San Pietroburgo |
| 8  | C    | Konstantin Zyrjanov | 5 ottobre 1977 (34 anni)    | 49    | 7    | Zenit San Pietroburgo |
| 9  | C    | Marat Izmajlov      | 21 settembre 1982 (29 anni) | 33    | 2    | Sporting Lisbona      |
| 10 | A    | Andrej Aršavin (c)  | 29 maggio 1981 (31 anni)    | 70    | 17   | Zenit San Pietroburgo |
| 11 | A    | Aleksandr Keržakov  | 27 novembre 1982 (29 anni)  | 60    | 18   | Zenit San Pietroburgo |
| 12 | D    | Aleksej Berezuckij  | 20 giugno 1982 (29 anni)    | 47    | 0    | CSKA Mosca            |
| 13 | P    | Anton Šunin         | 27 gennaio 1987 (25 anni)   | 2     | 0    | Dinamo Mosca          |
| 14 | A    | Roman Pavljučenko   | 15 dicembre 1981 (30 anni)  | 46    | 20   | Lokomotiv Mosca       |
| 15 | C    | Dmitrij Kombarov    | 22 gennaio 1987 (25 anni)   | 4     | 0    | Spartak Mosca         |
| 16 | P    | Vjačeslav Malafeev  | 4 marzo 1979 (33 anni)      | 24    | 0    | Zenit San Pietroburgo |
| 17 | C    | Alan Dzagoev        | 17 giugno 1990 (21 anni)    | 19    | 4    | CSKA Mosca            |
| 18 | C    | Aleksandr Kokorin   | 19 marzo 1991 (21 anni)     | 4     | 0    | Dinamo Mosca          |
| 19 | D    | Vladimir Granat     | 22 maggio 1987 (25 anni)    | 0     | 0    | Dinamo Mosca          |
| 20 | A    | Pavel Pogrebnjak    | 8 novembre 1983 (28 anni)   | 32    | 8    | Fulham                |
| 21 | D    | Kirill Nababkin     | 8 settembre 1986 (25 anni)  | 1     | 0    | CSKA Mosca            |
| 22 | C    | Denis Glušakov      | 27 gennaio 1987 (25 anni)   | 9     | 1    | Lokomotiv Mosca       |
| 23 | C    | Igor' Semšov        | 6 aprile 1978 (34 anni)     | 57    | 3    | Dinamo Mosca          |

### Rep. Ceca
Commissario tecnico: Michal Bílek
Michal Bílek annuncia i suoi provvisori 24 giocatori il 14 maggio 2012. Il 29 maggio 2012 viene diramata la lista ufficiale.
| N. | Pos. | Giocatore              | Data nascita (età)          | Pres. | Reti | Squadra          |
| -- | ---- | ---------------------- | --------------------------- | ----- | ---- | ---------------- |
| 1  | P    | Petr Čech              | 20 maggio 1982 (30 anni)    | 89    | 0    | Chelsea          |
| 2  | D    | Theodor Gebre Selassie | 24 dicembre 1986 (25 anni)  | 8     | 0    | Slovan Liberec   |
| 3  | D    | Michal Kadlec          | 13 dicembre 1984 (27 anni)  | 33    | 7    | Bayer Leverkusen |
| 4  | D    | Marek Suchý            | 29 marzo 1988 (24 anni)     | 3     | 0    | Spartak Mosca    |
| 5  | D    | Roman Hubník           | 6 giugno 1984 (28 anni)     | 20    | 2    | Hertha Berlino   |
| 6  | D    | Tomáš Sivok            | 15 settembre 1983 (28 anni) | 24    | 3    | Beşiktaş         |
| 7  | A    | Tomáš Necid            | 13 agosto 1989 (22 anni)    | 25    | 7    | CSKA Mosca       |
| 8  | D    | David Limberský        | 6 ottobre 1983 (28 anni)    | 7     | 0    | Viktoria Plzeň   |
| 9  | C    | Jan Rezek              | 5 maggio 1982 (30 anni)     | 12    | 3    | Anorthōsis       |
| 10 | C    | Tomáš Rosický (c)      | 4 ottobre 1980 (31 anni)    | 85    | 20   | Arsenal          |
| 11 | C    | Milan Petržela         | 19 giugno 1983 (28 anni)    | 9     | 0    | Viktoria Plzeň   |
| 12 | D    | František Rajtoral     | 12 marzo 1986 (26 anni)     | 1     | 0    | Viktoria Plzeň   |
| 13 | C    | Jaroslav Plašil        | 5 gennaio 1982 (30 anni)    | 70    | 6    | Bordeaux         |
| 14 | C    | Václav Pilař           | 13 ottobre 1988 (23 anni)   | 7     | 1    | Viktoria Plzeň   |
| 15 | A    | Milan Baroš            | 28 ottobre 1981 (30 anni)   | 87    | 40   | Galatasaray      |
| 16 | P    | Jan Laštůvka           | 7 luglio 1982 (29 anni)     | 1     | 0    | Dnipro           |
| 17 | C    | Tomáš Hübschman        | 4 settembre 1981 (30 anni)  | 41    | 0    | Šachtar          |
| 18 | C    | Daniel Kolář           | 27 ottobre 1985 (26 anni)   | 9     | 1    | Viktoria Plzeň   |
| 19 | C    | Petr Jiráček           | 2 marzo 1986 (26 anni)      | 6     | 1    | Wolfsburg        |
| 20 | A    | Tomáš Pekhart          | 26 maggio 1989 (23 anni)    | 9     | 0    | Norimberga       |
| 21 | A    | David Lafata           | 18 settembre 1981 (30 anni) | 16    | 2    | Jablonec         |
| 22 | C    | Vladimír Darida        | 8 agosto 1990 (21 anni)     | 0     | 0    | Viktoria Plzeň   |
| 23 | P    | Jaroslav Drobný        | 18 ottobre 1979 (32 anni)   | 5     | 0    | Amburgo          |

## Gruppo B

### Paesi Bassi
Commissario tecnico: Bert van Marwijk
Il 7 maggio 2012, van Marwijk compila una lista provvisoria di 36 giocatori per il torneo. Il 15 maggio 2012, van Marwijk riduce la sua squadra a 27 giocatori. Il 26 maggio 2012 van Marwijk completa la selezione dei 23.
| N. | Pos. | Giocatore            | Data nascita (età)          | Pres. | Reti | Squadra          |
| -- | ---- | -------------------- | --------------------------- | ----- | ---- | ---------------- |
| 1  | P    | Maarten Stekelenburg | 22 settembre 1982 (29 anni) | 46    | 0    | Roma             |
| 2  | D    | Gregory van der Wiel | 3 febbraio 1988 (24 anni)   | 31    | 0    | Ajax             |
| 3  | D    | John Heitinga        | 15 novembre 1983 (28 anni)  | 77    | 7    | Everton          |
| 4  | D    | Joris Mathijsen      | 5 aprile 1980 (32 anni)     | 80    | 3    | Malaga           |
| 5  | D    | Wilfred Bouma        | 15 giugno 1978 (33 anni)    | 37    | 2    | PSV              |
| 6  | C    | Mark van Bommel (c)  | 22 aprile 1977 (35 anni)    | 76    | 10   | Milan            |
| 7  | A    | Dirk Kuyt            | 22 luglio 1980 (31 anni)    | 87    | 24   | Liverpool        |
| 8  | C    | Nigel de Jong        | 30 novembre 1984 (27 anni)  | 59    | 1    | Manchester City  |
| 9  | A    | Klaas-Jan Huntelaar  | 12 agosto 1983 (28 anni)    | 52    | 31   | Schalke 04       |
| 10 | C    | Wesley Sneijder      | 9 giugno 1984 (27 anni)     | 83    | 23   | Inter            |
| 11 | A    | Arjen Robben         | 23 gennaio 1984 (28 anni)   | 56    | 17   | Bayern Monaco    |
| 12 | P    | Michel Vorm          | 20 ottobre 1983 (28 anni)   | 9     | 0    | Swansea City     |
| 13 | D    | Ron Vlaar            | 16 febbraio 1985 (27 anni)  | 6     | 0    | Feyenoord        |
| 14 | C    | Stijn Schaars        | 11 gennaio 1984 (28 anni)   | 18    | 0    | Sporting Lisbona |
| 15 | D    | Jetro Willems        | 30 marzo 1994 (18 anni)     | 1     | 0    | PSV              |
| 16 | A    | Robin van Persie     | 6 agosto 1983 (28 anni)     | 64    | 26   | Arsenal          |
| 17 | C    | Kevin Strootman      | 13 febbraio 1990 (22 anni)  | 11    | 1    | PSV              |
| 18 | A    | Luuk de Jong         | 27 agosto 1990 (21 anni)    | 7     | 1    | Twente           |
| 19 | A    | Luciano Narsingh     | 13 settembre 1990 (21 anni) | 1     | 0    | Heerenveen       |
| 20 | C    | Ibrahim Afellay      | 2 aprile 1986 (26 anni)     | 37    | 3    | Barcellona       |
| 21 | D    | Khalid Boulahrouz    | 28 dicembre 1981 (30 anni)  | 35    | 0    | Stoccarda        |
| 22 | P    | Tim Krul             | 3 aprile 1988 (24 anni)     | 3     | 0    | Newcastle Utd    |
| 23 | C    | Rafael van der Vaart | 11 febbraio 1983 (29 anni)  | 95    | 18   | Tottenham        |

### Danimarca
Commissario tecnico: Morten Olsen
Morten Olsen ha convocato 20 giocatori il 16 maggio. Anders Lindegaard è stato convocato il 19 maggio. Jores Okore e Nicklas Pedersen invece il 24 maggio. Il 25 maggio vengono annunciati i numeri di maglia. Il 29 maggio Olsen rimpiazza il portiere Thomas Sørensen, infortunato alla schiena, con Kasper Schmeichel.
| N. | Pos. | Giocatore           | Data nascita (età)          | Pres. | Reti | Squadra        |
| -- | ---- | ------------------- | --------------------------- | ----- | ---- | -------------- |
| 1  | P    | Stephan Andersen    | 26 novembre 1981 (30 anni)  | 9     | 0    | Évian TG       |
| 2  | C    | Christian Poulsen   | 28 febbraio 1980 (32 anni)  | 91    | 6    | Évian TG       |
| 3  | D    | Simon Kjær          | 26 marzo 1989 (23 anni)     | 23    | 0    | Roma           |
| 4  | D    | Daniel Agger (c)    | 12 dicembre 1984 (27 anni)  | 45    | 5    | Liverpool      |
| 5  | D    | Simon Poulsen       | 7 ottobre 1984 (27 anni)    | 17    | 0    | AZ Alkmaar     |
| 6  | D    | Lars Jacobsen       | 20 settembre 1979 (32 anni) | 49    | 1    | Copenaghen     |
| 7  | C    | William Kvist       | 24 febbraio 1985 (27 anni)  | 27    | 0    | Stoccarda      |
| 8  | C    | Christian Eriksen   | 14 febbraio 1992 (20 anni)  | 22    | 2    | Ajax           |
| 9  | A    | Michael Krohn-Dehli | 6 giugno 1983 (29 anni)     | 20    | 4    | Brøndby        |
| 10 | A    | Dennis Rommedahl    | 22 luglio 1978 (33 anni)    | 115   | 21   | Brøndby        |
| 11 | A    | Nicklas Bendtner    | 16 gennaio 1988 (24 anni)   | 47    | 18   | Sunderland     |
| 12 | D    | Andreas Bjelland    | 11 luglio 1988 (23 anni)    | 5     | 0    | Nordsjælland   |
| 13 | D    | Jores Okore         | 11 agosto 1992 (19 anni)    | 2     | 0    | Nordsjælland   |
| 14 | C    | Lasse Schøne        | 27 maggio 1986 (26 anni)    | 10    | 2    | N.E.C.         |
| 15 | C    | Michael Silberbauer | 7 luglio 1981 (30 anni)     | 24    | 1    | Young Boys     |
| 16 | P    | Anders Lindegaard   | 13 aprile 1984 (28 anni)    | 5     | 0    | Manchester Utd |
| 17 | A    | Nicklas Pedersen    | 10 ottobre 1987 (24 anni)   | 7     | 0    | Groningen      |
| 18 | D    | Daniel Wass         | 31 maggio 1989 (23 anni)    | 5     | 0    | Évian TG       |
| 19 | C    | Jakob Poulsen       | 7 luglio 1983 (28 anni)     | 21    | 1    | Midtjylland    |
| 20 | C    | Thomas Kahlenberg   | 20 marzo 1983 (29 anni)     | 37    | 4    | Évian TG       |
| 21 | C    | Niki Zimling        | 19 aprile 1985 (27 anni)    | 10    | 0    | Club Bruges    |
| 22 | P    | Kasper Schmeichel   | 5 novembre 1986 (25 anni)   | 0     | 0    | Leicester City |
| 23 | A    | Tobias Mikkelsen    | 18 settembre 1986 (25 anni) | 2     | 0    | Nordsjælland   |

### Germania
Commissario tecnico: Joachim Löw
Il 7 maggio 2012, Löw nomina una lista provvisoria di 27 giocatori per il torneo. Il 28 maggio Löw sceglie i 23 che prenderanno parte alla manifestazione.

### Portogallo
Commissario tecnico: Paulo Bento
Paulo Bento convoca i 23 giocatori per gli europei il 14 maggio 2012. Il 23 maggio, Hugo Viana prende il posto di Carlos Martins per infortunio. Il 24 maggio, vengono annunciati i numeri di maglia.
| N. | Pos. | Giocatore             | Data nascita (età)          | Pres. | Reti | Squadra               |
| -- | ---- | --------------------- | --------------------------- | ----- | ---- | --------------------- |
| 1  | P    | Eduardo               | 19 settembre 1982 (29 anni) | 27    | 0    | Benfica               |
| 2  | D    | Bruno Alves           | 27 novembre 1981 (30 anni)  | 49    | 5    | Zenit San Pietroburgo |
| 3  | D    | Pepe                  | 26 febbraio 1983 (29 anni)  | 38    | 2    | Real Madrid           |
| 4  | C    | Miguel Veloso         | 11 maggio 1986 (26 anni)    | 23    | 2    | Genoa                 |
| 5  | D    | Fábio Coentrão        | 11 marzo 1988 (24 anni)     | 21    | 1    | Real Madrid           |
| 6  | C    | Custódio              | 24 maggio 1983 (29 anni)    | 1     | 0    | Braga                 |
| 7  | A    | Cristiano Ronaldo (c) | 5 febbraio 1985 (27 anni)   | 89    | 32   | Real Madrid           |
| 8  | C    | João Moutinho         | 8 settembre 1986 (25 anni)  | 42    | 2    | Porto                 |
| 9  | A    | Hugo Almeida          | 23 maggio 1984 (28 anni)    | 41    | 15   | Beşiktaş              |
| 10 | C    | Ricardo Quaresma      | 26 settembre 1983 (28 anni) | 34    | 3    | Beşiktaş              |
| 11 | A    | Nélson Oliveira       | 8 agosto 1991 (20 anni)     | 2     | 0    | Benfica               |
| 12 | P    | Rui Patrício          | 15 febbraio 1988 (24 anni)  | 10    | 0    | Sporting Lisbona      |
| 13 | D    | Ricardo Costa         | 16 maggio 1981 (31 anni)    | 10    | 0    | Valencia              |
| 14 | D    | Rolando               | 31 agosto 1985 (26 anni)    | 14    | 0    | Porto                 |
| 15 | C    | Rúben Micael          | 19 agosto 1986 (25 anni)    | 8     | 2    | Atlético Madrid       |
| 16 | C    | Raul Meireles         | 17 marzo 1983 (29 anni)     | 55    | 8    | Chelsea               |
| 17 | C    | Nani                  | 17 novembre 1986 (25 anni)  | 53    | 12   | Manchester Utd        |
| 18 | A    | Silvestre Varela      | 2 febbraio 1985 (27 anni)   | 6     | 1    | Porto                 |
| 19 | D    | Miguel Lopes          | 19 dicembre 1986 (25 anni)  | 1     | 0    | Braga                 |
| 20 | C    | Hugo Viana            | 15 gennaio 1983 (29 anni)   | 27    | 1    | Braga                 |
| 21 | D    | João Pereira          | 25 febbraio 1984 (28 anni)  | 14    | 0    | Sporting Lisbona      |
| 22 | P    | Beto                  | 1º maggio 1982 (30 anni)    | 2     | 0    | CFR Cluj              |
| 23 | A    | Hélder Postiga        | 2 agosto 1982 (29 anni)     | 48    | 19   | Real Saragozza        |

## Gruppo C

### Spagna
Commissario tecnico: Vicente del Bosque
Vicente del Bosque ha nominato una squadra provvisoria il 15 maggio 2012, escludendo i giocatori di Chelsea, Barcellona e Athletic Bilbao per prepararsi alle finali di Coppa del Re e di Champions League. Il 21 maggio vengono convocati Torres e Mata dal Chelsea.
| N. | Pos. | Giocatore         | Data nascita (età)         | Pres. | Reti | Squadra         |
| -- | ---- | ----------------- | -------------------------- | ----- | ---- | --------------- |
| 1  | P    | Iker Casillas (c) | 20 maggio 1981 (31 anni)   | 130   | 0    | Real Madrid     |
| 2  | D    | Raúl Albiol       | 4 settembre 1985 (26 anni) | 33    | 0    | Real Madrid     |
| 3  | D    | Gerard Piqué      | 2 febbraio 1987 (25 anni)  | 38    | 4    | Barcellona      |
| 4  | D    | Javi Martínez     | 2 settembre 1988 (23 anni) | 7     | 0    | Athletic Bilbao |
| 5  | D    | Juanfran          | 9 gennaio 1985 (27 anni)   | 1     | 0    | Atlético Madrid |
| 6  | C    | Andrés Iniesta    | 11 maggio 1984 (28 anni)   | 64    | 10   | Barcellona      |
| 7  | A    | Pedro             | 28 luglio 1987 (24 anni)   | 15    | 2    | Barcellona      |
| 8  | C    | Xavi              | 25 gennaio 1980 (32 anni)  | 108   | 11   | Barcellona      |
| 9  | A    | Fernando Torres   | 20 marzo 1984 (28 anni)    | 92    | 28   | Chelsea         |
| 10 | C    | Cesc Fàbregas     | 4 maggio 1987 (25 anni)    | 63    | 8    | Barcellona      |
| 11 | A    | Álvaro Negredo    | 20 agosto 1985 (26 anni)   | 9     | 6    | Siviglia        |
| 12 | P    | Víctor Valdés     | 14 gennaio 1982 (30 anni)  | 7     | 0    | Barcellona      |
| 13 | A    | Juan Manuel Mata  | 28 aprile 1988 (24 anni)   | 17    | 5    | Chelsea         |
| 14 | C    | Xabi Alonso       | 25 novembre 1981 (30 anni) | 95    | 13   | Real Madrid     |
| 15 | D    | Sergio Ramos      | 30 marzo 1986 (26 anni)    | 85    | 6    | Real Madrid     |
| 16 | C    | Sergio Busquets   | 16 luglio 1988 (23 anni)   | 38    | 0    | Barcellona      |
| 17 | D    | Álvaro Arbeloa    | 17 gennaio 1983 (29 anni)  | 34    | 0    | Real Madrid     |
| 18 | D    | Jordi Alba        | 21 marzo 1989 (23 anni)    | 4     | 0    | Valencia        |
| 19 | A    | Fernando Llorente | 26 febbraio 1985 (27 anni) | 20    | 7    | Athletic Bilbao |
| 20 | C    | Santi Cazorla     | 13 dicembre 1984 (27 anni) | 42    | 6    | Malaga          |
| 21 | C    | David Silva       | 8 gennaio 1986 (26 anni)   | 57    | 15   | Manchester City |
| 22 | C    | Jesús Navas       | 21 novembre 1985 (26 anni) | 16    | 1    | Siviglia        |
| 23 | P    | Pepe Reina        | 30 agosto 1982 (29 anni)   | 25    | 0    | Liverpool       |

### Italia
Commissario tecnico: Cesare Prandelli
Prandelli chiama 32 giocatori come preconvocati per l'Europeo il 13 maggio 2012, giorno di chiusura della Serie A. Il 28 maggio la lista si accorcia a 25 giocatori convocati per l'amichevole prevista contro il Lussemburgo del 29 maggio poi annullata a causa del terremoto che ha colpito l'Emilia-Romagna. Lo stesso 29 maggio Prandelli ha diramato la lista definitiva dei 23 convocati.
| N. | Pos. | Giocatore            | Data nascita (età)         | Pres. | Reti | Squadra             |
| -- | ---- | -------------------- | -------------------------- | ----- | ---- | ------------------- |
| 1  | P    | Gianluigi Buffon (c) | 28 gennaio 1978 (34 anni)  | 115   | -85  | Juventus            |
| 2  | D    | Christian Maggio     | 11 febbraio 1982 (30 anni) | 17    | 0    | Napoli              |
| 3  | D    | Giorgio Chiellini    | 14 agosto 1984 (27 anni)   | 51    | 2    | Juventus            |
| 4  | D    | Angelo Ogbonna       | 23 maggio 1988 (24 anni)   | 3     | 0    | Torino              |
| 5  | C    | Thiago Motta         | 28 agosto 1982 (29 anni)   | 9     | 1    | Paris Saint-Germain |
| 6  | D    | Federico Balzaretti  | 6 dicembre 1981 (30 anni)  | 8     | 0    | Palermo             |
| 7  | D    | Ignazio Abate        | 12 novembre 1986 (25 anni) | 2     | 0    | Milan               |
| 8  | C    | Claudio Marchisio    | 19 gennaio 1986 (26 anni)  | 21    | 1    | Juventus            |
| 9  | A    | Mario Balotelli      | 12 agosto 1990 (21 anni)   | 10    | 3    | Manchester City     |
| 10 | A    | Antonio Cassano      | 12 luglio 1982 (29 anni)   | 30    | 9    | Milan               |
| 11 | A    | Antonio Di Natale    | 13 ottobre 1977 (34 anni)  | 38    | 11   | Udinese             |
| 12 | P    | Salvatore Sirigu     | 12 gennaio 1987 (25 anni)  | 2     | -2   | Paris Saint-Germain |
| 13 | C    | Emanuele Giaccherini | 5 maggio 1985 (27 anni)    | 0     | 0    | Juventus            |
| 14 | P    | Morgan De Sanctis    | 26 marzo 1977 (35 anni)    | 5     | -5   | Napoli              |
| 15 | D    | Andrea Barzagli      | 8 maggio 1981 (31 anni)    | 29    | 0    | Juventus            |
| 16 | C    | Daniele De Rossi     | 24 luglio 1983 (28 anni)   | 73    | 10   | Roma                |
| 17 | A    | Fabio Borini         | 29 marzo 1991 (21 anni)    | 1     | 0    | Roma                |
| 18 | C    | Riccardo Montolivo   | 18 gennaio 1985 (27 anni)  | 33    | 1    | Fiorentina          |
| 19 | D    | Leonardo Bonucci     | 1º maggio 1987 (25 anni)   | 15    | 2    | Juventus            |
| 20 | A    | Sebastian Giovinco   | 26 gennaio 1987 (25 anni)  | 9     | 0    | Parma               |
| 21 | C    | Andrea Pirlo         | 19 maggio 1979 (33 anni)   | 84    | 9    | Juventus            |
| 22 | C    | Alessandro Diamanti  | 2 maggio 1983 (29 anni)    | 1     | 0    | Bologna             |
| 23 | C    | Antonio Nocerino     | 9 aprile 1985 (27 anni)    | 12    | 0    | Milan               |

### Irlanda
Commissario tecnico: Giovanni Trapattoni
Il 7 maggio 2012, Giovanni Trapattoni annuncia i 23 giocatori per Euro 2012. L'Irlanda è l'unica squadra insieme alla Svezia ad avere un giocatore che non gioca in un campionato dell'UEFA: Robbie Keane negli Stati Uniti nei Los Angeles Galaxy.
L'Irlanda è anche l'unica nazionale a non avere nessun giocatore che gioca nel suo campionato. Il 26 maggio Paul Green sostituisce l'infortunato Keith Fahey, mentre il 29 maggio Kevin Foley è rimpiazzato da Paul McShane.
| N. | Pos. | Giocatore        | Data nascita (età)          | Pres. | Reti | Squadra        |
| -- | ---- | ---------------- | --------------------------- | ----- | ---- | -------------- |
| 1  | P    | Shay Given       | 20 aprile 1976 (36 anni)    | 122   | 0    | Aston Villa    |
| 2  | D    | Sean St Ledger   | 28 dicembre 1984 (27 anni)  | 27    | 2    | Leicester City |
| 3  | D    | Stephen Ward     | 20 agosto 1985 (26 anni)    | 12    | 2    | Wolverhampton  |
| 4  | D    | John O'Shea      | 30 aprile 1981 (31 anni)    | 76    | 1    | Sunderland     |
| 5  | D    | Richard Dunne    | 21 settembre 1979 (32 anni) | 73    | 8    | Aston Villa    |
| 6  | C    | Glenn Whelan     | 13 gennaio 1984 (28 anni)   | 39    | 2    | Stoke City     |
| 7  | C    | Aiden McGeady    | 4 aprile 1986 (26 anni)     | 49    | 2    | Spartak Mosca  |
| 8  | C    | Keith Andrews    | 13 settembre 1980 (31 anni) | 29    | 3    | West Bromwich  |
| 9  | A    | Kevin Doyle      | 18 settembre 1983 (28 anni) | 48    | 10   | Wolverhampton  |
| 10 | A    | Robbie Keane (c) | 8 luglio 1980 (31 anni)     | 117   | 53   | LA Galaxy      |
| 11 | C    | Damien Duff      | 2 marzo 1979 (33 anni)      | 97    | 8    | Fulham         |
| 12 | D    | Stephen Kelly    | 6 settembre 1983 (28 anni)  | 30    | 0    | Fulham         |
| 13 | D    | Paul McShane     | 6 gennaio 1986 (26 anni)    | 27    | 0    | Hull City      |
| 14 | A    | Jonathan Walters | 20 settembre 1983 (28 anni) | 7     | 1    | Stoke City     |
| 15 | C    | Darron Gibson    | 25 ottobre 1987 (24 anni)   | 19    | 1    | Everton        |
| 16 | P    | Keiren Westwood  | 23 ottobre 1984 (27 anni)   | 10    | 0    | Sunderland     |
| 17 | C    | Stephen Hunt     | 1º agosto 1981 (30 anni)    | 39    | 1    | Wolverhampton  |
| 18 | D    | Darren O'Dea     | 4 febbraio 1987 (25 anni)   | 14    | 0    | Celtic         |
| 19 | A    | Shane Long       | 22 gennaio 1987 (25 anni)   | 25    | 7    | West Bromwich  |
| 20 | A    | Simon Cox        | 28 aprile 1987 (25 anni)    | 12    | 3    | West Bromwich  |
| 21 | C    | Paul Green       | 10 aprile 1983 (29 anni)    | 11    | 1    | Derby County   |
| 22 | C    | James McClean    | 22 aprile 1989 (23 anni)    | 2     | 0    | Sunderland     |
| 23 | P    | David Forde      | 20 dicembre 1979 (32 anni)  | 2     | 0    | Millwall       |

### Croazia
Commissario tecnico: Slaven Bilić
Il 10 maggio 2012 viene annunciata una lista di 27 giocatori. Il 29 maggio viene diramata la lista definitiva dei 23 giocatori che prenderanno parte alla manifestazione. Il 4 giugno Ivica Olić lascia la squadra per infortunio e viene sostituito da Nikola Kalinić. Il 7 giugno anche Ivo Iličević lascia per infortunio, al posto suo viene convocato il difensore Šime Vrsaljko.
| N. | Pos. | Giocatore           | Data nascita (età)          | Pres. | Reti | Squadra               |
| -- | ---- | ------------------- | --------------------------- | ----- | ---- | --------------------- |
| 1  | P    | Stipe Pletikosa     | 8 gennaio 1979 (33 anni)    | 90    | 0    | Rostov                |
| 2  | D    | Ivan Strinić        | 17 luglio 1987 (24 anni)    | 16    | 0    | Dnipro                |
| 3  | D    | Josip Šimunić       | 18 febbraio 1978 (34 anni)  | 94    | 3    | Dinamo Zagabria       |
| 4  | D    | Jurica Buljat       | 12 settembre 1986 (25 anni) | 2     | 0    | Maccabi Haifa         |
| 5  | D    | Vedran Ćorluka      | 5 febbraio 1986 (26 anni)   | 54    | 3    | Bayer Leverkusen      |
| 6  | C    | Danijel Pranjić     | 2 dicembre 1981 (30 anni)   | 42    | 0    | Bayern Monaco         |
| 7  | C    | Ivan Rakitić        | 10 marzo 1988 (24 anni)     | 40    | 8    | Siviglia              |
| 8  | C    | Ognjen Vukojević    | 20 dicembre 1983 (28 anni)  | 38    | 4    | Dinamo Kiev           |
| 9  | A    | Nikica Jelavić      | 27 agosto 1985 (26 anni)    | 18    | 2    | Everton               |
| 10 | C    | Luka Modrić         | 9 settembre 1985 (26 anni)  | 54    | 8    | Tottenham             |
| 11 | C    | Darijo Srna (c)     | 1º maggio 1982 (30 anni)    | 90    | 19   | Šachtar               |
| 12 | P    | Ivan Kelava         | 20 febbraio 1988 (24 anni)  | 0     | 0    | Dinamo Zagabria       |
| 13 | D    | Gordon Schildenfeld | 18 marzo 1985 (27 anni)     | 11    | 0    | Eintracht Francoforte |
| 14 | C    | Milan Badelj        | 25 febbraio 1989 (23 anni)  | 4     | 1    | Dinamo Zagabria       |
| 15 | D    | Šime Vrsaljko       | 10 gennaio 1992 (20 anni)   | 4     | 0    | Dinamo Zagabria       |
| 16 | C    | Tomislav Dujmović   | 26 febbraio 1981 (31 anni)  | 17    | 0    | Real Saragozza        |
| 17 | A    | Mario Mandžukić     | 21 maggio 1986 (26 anni)    | 28    | 5    | Wolfsburg             |
| 18 | A    | Nikola Kalinić      | 5 gennaio 1988 (24 anni)    | 13    | 5    | Dnipro                |
| 19 | C    | Niko Kranjčar       | 13 agosto 1984 (27 anni)    | 70    | 14   | Tottenham             |
| 20 | C    | Ivan Perišić        | 2 febbraio 1989 (23 anni)   | 9     | 0    | Borussia Dortmund     |
| 21 | D    | Domagoj Vida        | 29 aprile 1989 (23 anni)    | 9     | 0    | Dinamo Zagabria       |
| 22 | A    | Eduardo             | 25 febbraio 1983 (29 anni)  | 46    | 22   | Šachtar               |
| 23 | P    | Danijel Subašić     | 27 ottobre 1984 (27 anni)   | 4     | 0    | Monaco                |

## Gruppo D

### Ucraina
Commissario tecnico: Oleh Blochin
L'8 maggio 2012 Blochin pre-convoca 25 giocatori per il torneo. Il 29 maggio viene annunciata la squadra che parteciperà al torneo.
| N. | Pos. | Giocatore           | Data nascita (età)          | Pres. | Reti | Squadra       |
| -- | ---- | ------------------- | --------------------------- | ----- | ---- | ------------- |
| 1  | P    | Maksym Koval'       | 9 dicembre 1992 (19 anni)   | 1     | 0    | Dinamo Kiev   |
| 2  | D    | Jevhen Selin        | 9 maggio 1988 (24 anni)     | 6     | 1    | Vorskla       |
| 3  | D    | Jevhen Chačeridi    | 28 luglio 1987 (24 anni)    | 10    | 0    | Dinamo Kiev   |
| 4  | C    | Anatolij Tymoshchuk | 30 marzo 1979 (33 anni)     | 116   | 4    | Bayern Monaco |
| 5  | D    | Oleksandr Kučer     | 22 ottobre 1982 (29 anni)   | 28    | 1    | Šachtar       |
| 6  | C    | Denys Harmaš        | 19 aprile 1990 (22 anni)    | 4     | 0    | Dinamo Kiev   |
| 7  | A    | Andrij Ševčenko (c) | 29 settembre 1976 (35 anni) | 107   | 46   | Dinamo Kiev   |
| 8  | C    | Oleksandr Alijev    | 3 febbraio 1985 (27 anni)   | 26    | 6    | Dinamo Kiev   |
| 9  | C    | Oleh Husjev         | 25 aprile 1983 (29 anni)    | 71    | 12   | Dinamo Kiev   |
| 10 | A    | Andrij Voronin      | 21 luglio 1979 (32 anni)    | 72    | 8    | Dinamo Mosca  |
| 11 | C    | Andrij Jarmolenko   | 23 ottobre 1989 (22 anni)   | 20    | 8    | Dinamo Kiev   |
| 12 | P    | Andrij Pjatov       | 28 giugno 1984 (27 anni)    | 25    | 0    | Šachtar       |
| 13 | D    | V″jačeslav Ševčuk   | 13 maggio 1979 (33 anni)    | 20    | 0    | Šachtar       |
| 14 | C    | Ruslan Rotan'       | 29 ottobre 1981 (30 anni)   | 57    | 6    | Dnipro        |
| 15 | A    | Arcëm Mileŭski      | 12 gennaio 1985 (27 anni)   | 45    | 8    | Dinamo Kiev   |
| 16 | A    | Jevhen Selezn'ov    | 20 luglio 1985 (26 anni)    | 28    | 5    | Šachtar       |
| 17 | D    | Taras Mychalyk      | 28 ottobre 1983 (28 anni)   | 27    | 0    | Dinamo Kiev   |
| 18 | C    | Serhij Nazarenko    | 16 febbraio 1980 (32 anni)  | 49    | 12   | Tavrija       |
| 19 | C    | Jevhen Konopljanka  | 29 settembre 1989 (22 anni) | 18    | 5    | Dnipro        |
| 20 | D    | Jaroslav Rakyc'kyj  | 3 agosto 1989 (22 anni)     | 16    | 3    | Šachtar       |
| 21 | D    | Bohdan Butko        | 13 gennaio 1991 (21 anni)   | 9     | 0    | Illičivec'    |
| 22 | A    | Marko Dević         | 27 ottobre 1983 (28 anni)   | 20    | 2    | Metalist      |
| 23 | P    | Oleksandr Horjaïnov | 29 giugno 1975 (36 anni)    | 2     | 0    | Metalist      |

### Svezia
Commissario tecnico: Erik Hamrén
Erik Hamrén annuncia i 23 convocati per la Svezia il 14 maggio 2012. Christian Wilhelmsson è insieme a Robbie Keane uno dei due giocatori a giocare in una nazione fuori dall'UEFA.
| N. | Pos. | Giocatore              | Data nascita (età)          | Pres. | Reti | Squadra             |
| -- | ---- | ---------------------- | --------------------------- | ----- | ---- | ------------------- |
| 1  | P    | Andreas Isaksson       | 3 ottobre 1981 (30 anni)    | 92    | 0    | PSV                 |
| 2  | D    | Mikael Lustig          | 13 dicembre 1986 (25 anni)  | 23    | 1    | Celtic              |
| 3  | D    | Olof Mellberg          | 3 settembre 1977 (34 anni)  | 113   | 7    | Olympiacos          |
| 4  | D    | Andreas Granqvist      | 16 aprile 1985 (27 anni)    | 17    | 2    | Genoa               |
| 5  | D    | Martin Olsson          | 17 maggio 1988 (24 anni)    | 8     | 4    | Blackburn           |
| 6  | C    | Rasmus Elm             | 17 marzo 1988 (24 anni)     | 23    | 1    | AZ Alkmaar          |
| 7  | C    | Sebastian Larsson      | 6 giugno 1985 (27 anni)     | 40    | 5    | Sunderland          |
| 8  | C    | Anders Svensson        | 17 luglio 1976 (35 anni)    | 126   | 18   | Elfsborg            |
| 9  | C    | Kim Källström          | 24 agosto 1982 (29 anni)    | 91    | 16   | Olympique Lione     |
| 10 | A    | Zlatan Ibrahimović (c) | 3 ottobre 1981 (30 anni)    | 76    | 30   | Milan               |
| 11 | A    | Johan Elmander         | 27 maggio 1981 (31 anni)    | 63    | 16   | Galatasaray         |
| 12 | P    | Johan Wiland           | 24 gennaio 1981 (31 anni)   | 7     | 0    | Copenaghen          |
| 13 | D    | Jonas Olsson           | 10 marzo 1983 (29 anni)     | 7     | 0    | West Bromwich       |
| 14 | A    | Tobias Hysén           | 9 marzo 1982 (30 anni)      | 22    | 7    | IFK Göteborg        |
| 15 | D    | Mikael Antonsson       | 31 maggio 1981 (31 anni)    | 5     | 0    | Bologna             |
| 16 | C    | Pontus Wernbloom       | 25 giugno 1986 (25 anni)    | 22    | 2    | CSKA Mosca          |
| 17 | D    | Behrang Safari         | 9 febbraio 1985 (27 anni)   | 24    | 0    | Anderlecht          |
| 18 | C    | Samuel Holmén          | 28 giugno 1984 (27 anni)    | 26    | 2    | İstanbul Başakşehir |
| 19 | C    | Emir Bajrami           | 7 marzo 1988 (24 anni)      | 16    | 2    | Twente              |
| 20 | A    | Ola Toivonen           | 3 luglio 1986 (25 anni)     | 23    | 5    | PSV                 |
| 21 | C    | Christian Wilhelmsson  | 8 dicembre 1979 (32 anni)   | 73    | 9    | Al-Hilal            |
| 22 | A    | Markus Rosenberg       | 27 settembre 1982 (29 anni) | 31    | 6    | Werder Brema        |
| 23 | P    | Pär Hansson            | 22 giugno 1986 (25 anni)    | 2     | 0    | Helsingborg         |

### Francia
Commissario tecnico: Laurent Blanc
Blanc convoca 12 giocatori provenienti da campionati estere il 9 maggio 2012. Il 15 maggio 2012 15 giocatori che giocano in Francia, togliendo dall'elenco Younes Kaboul per infortunio. Il 29 maggio Blanc comunica la lista completa dei 23 convocati, escludendo Loïc Rémy (per infortunio), Yoann Gourcuff e Mapou Yanga-Mbiwa.
| N. | Pos. | Giocatore          | Data nascita (età)          | Pres. | Reti | Squadra             |
| -- | ---- | ------------------ | --------------------------- | ----- | ---- | ------------------- |
| 1  | P    | Hugo Lloris (c)    | 26 dicembre 1986 (25 anni)  | 31    | 0    | Olympique Lione     |
| 2  | D    | Mathieu Debuchy    | 28 luglio 1985 (26 anni)    | 4     | 1    | Lilla               |
| 3  | D    | Patrice Evra       | 15 maggio 1981 (31 anni)    | 40    | 0    | Manchester Utd      |
| 4  | D    | Adil Rami          | 27 dicembre 1985 (26 anni)  | 18    | 1    | Valencia            |
| 5  | D    | Philippe Mexès     | 30 marzo 1982 (30 anni)     | 24    | 1    | Milan               |
| 6  | C    | Yohan Cabaye       | 14 gennaio 1986 (26 anni)   | 11    | 0    | Newcastle Utd       |
| 7  | C    | Franck Ribéry      | 7 aprile 1983 (29 anni)     | 58    | 8    | Bayern Monaco       |
| 8  | C    | Mathieu Valbuena   | 28 settembre 1984 (27 anni) | 11    | 2    | Olympique Marsiglia |
| 9  | A    | Olivier Giroud     | 30 settembre 1986 (25 anni) | 4     | 1    | Montpellier         |
| 10 | A    | Karim Benzema      | 19 dicembre 1987 (24 anni)  | 43    | 13   | Real Madrid         |
| 11 | C    | Samir Nasri        | 27 giugno 1987 (24 anni)    | 29    | 3    | Manchester City     |
| 12 | C    | Blaise Matuidi     | 9 aprile 1987 (25 anni)     | 4     | 0    | Paris Saint-Germain |
| 13 | D    | Anthony Réveillère | 10 novembre 1979 (32 anni)  | 16    | 1    | Olympique Lione     |
| 14 | C    | Jérémy Ménez       | 7 maggio 1987 (25 anni)     | 11    | 0    | Paris Saint-Germain |
| 15 | C    | Florent Malouda    | 13 giugno 1980 (31 anni)    | 75    | 8    | Chelsea             |
| 16 | P    | Steve Mandanda     | 28 marzo 1985 (27 anni)     | 15    | 0    | Olympique Marsiglia |
| 17 | C    | Yann M'Vila        | 29 giugno 1990 (21 anni)    | 18    | 1    | Rennes              |
| 18 | C    | Alou Diarra        | 15 luglio 1981 (30 anni)    | 39    | 0    | Olympique Marsiglia |
| 19 | C    | Marvin Martin      | 10 gennaio 1988 (24 anni)   | 10    | 2    | Sochaux             |
| 20 | C    | Hatem Ben Arfa     | 7 marzo 1987 (25 anni)      | 9     | 2    | Newcastle Utd       |
| 21 | D    | Laurent Koscielny  | 10 settembre 1985 (26 anni) | 1     | 0    | Arsenal             |
| 22 | D    | Gaël Clichy        | 26 luglio 1985 (26 anni)    | 11    | 0    | Manchester City     |
| 23 | P    | Cédric Carrasso    | 30 dicembre 1981 (30 anni)  | 1     | 0    | Bordeaux            |

### Inghilterra
Commissario tecnico: Roy Hodgson
Roy Hodgson annuncia la squadra per gli Europei il 16 maggio 2012, insieme a cinque potenziali riserve. Il 25 maggio John Ruddy viene sostituito da Jack Butland dopo essersi rotto un dito. Il 28 maggio anche Gareth Barry viene escluso per infortunio e sostituito da Phil Jagielka. Il 31 maggio l'infortunato Frank Lampard viene sostituito da Jordan Henderson. Il 3 giugno l'infortunato Gary Cahill viene sostituito da Martin Kelly.
L'Inghilterra è l'unica squadra senza nessun convocato da un campionato estero.
| N. | Pos. | Giocatore               | Data nascita (età)         | Pres. | Reti | Squadra         |
| -- | ---- | ----------------------- | -------------------------- | ----- | ---- | --------------- |
| 1  | P    | Joe Hart                | 19 aprile 1987 (25 anni)   | 18    | 0    | Manchester City |
| 2  | D    | Glen Johnson            | 23 agosto 1984 (27 anni)   | 36    | 1    | Liverpool       |
| 3  | D    | Ashley Cole             | 20 dicembre 1980 (31 anni) | 94    | 0    | Chelsea         |
| 4  | C    | Steven Gerrard (c)      | 30 maggio 1980 (32 anni)   | 92    | 19   | Liverpool       |
| 5  | D    | Martin Kelly            | 27 aprile 1990 (22 anni)   | 1     | 0    | Liverpool       |
| 6  | D    | John Terry              | 7 dicembre 1980 (31 anni)  | 73    | 6    | Chelsea         |
| 7  | A    | Theo Walcott            | 16 marzo 1989 (23 anni)    | 24    | 3    | Arsenal         |
| 8  | C    | Jordan Henderson        | 17 giugno 1990 (21 anni)   | 3     | 0    | Liverpool       |
| 9  | A    | Andy Carroll            | 6 gennaio 1989 (23 anni)   | 4     | 1    | Liverpool       |
| 10 | A    | Wayne Rooney            | 24 ottobre 1985 (26 anni)  | 74    | 28   | Manchester Utd  |
| 11 | C    | Ashley Young            | 9 luglio 1985 (26 anni)    | 21    | 6    | Manchester Utd  |
| 12 | D    | Leighton Baines         | 11 dicembre 1984 (27 anni) | 8     | 0    | Everton         |
| 13 | P    | Robert Green            | 18 gennaio 1980 (32 anni)  | 12    | 0    | West Ham Utd    |
| 14 | D    | Phil Jones              | 21 febbraio 1992 (20 anni) | 5     | 0    | Manchester Utd  |
| 15 | D    | Joleon Lescott          | 16 agosto 1982 (29 anni)   | 16    | 0    | Manchester City |
| 16 | C    | James Milner            | 4 gennaio 1986 (26 anni)   | 26    | 0    | Manchester City |
| 17 | C    | Scott Parker            | 13 ottobre 1980 (31 anni)  | 13    | 0    | Tottenham       |
| 18 | D    | Phil Jagielka           | 17 agosto 1982 (29 anni)   | 12    | 0    | Everton         |
| 19 | C    | Stewart Downing         | 22 luglio 1984 (27 anni)   | 34    | 0    | Liverpool       |
| 20 | C    | Alex Oxlade-Chamberlain | 15 agosto 1993 (18 anni)   | 0     | 0    | Arsenal         |
| 21 | A    | Jermain Defoe           | 7 ottobre 1982 (29 anni)   | 47    | 15   | Tottenham       |
| 22 | A    | Danny Welbeck           | 26 novembre 1990 (21 anni) | 5     | 1    | Manchester Utd  |
| 23 | P    | Jack Butland            | 10 marzo 1993 (19 anni)    | 0     | 0    | Birmingham City |

## Per club di provenienza
| Calciatori | Club |
| ---------- | --- |
| 12         | Bayern Monaco |
| 11         | Real Madrid |
| 10         | Dinamo Kiev |
| 9          | Arsenal, Liverpool |
| 8          | Barcellona, Borussia Dortmund, Manchester City, Šachtar |
| 7          | Chelsea, CSKA Mosca, Juventus, Manchester Utd, Zenit San Pietroburgo |
| 6          | Milan, Olympiacos, PSV, Viktoria Plzeň |
| 5          | Dinamo Zagabria, Dnipro, Dynamo Moscow, Everton, Tottenham |
| 4          | Bayer Leverkusen, Celtic, Évian TG, Paris Saint-Germain, P.A.O.K., Roma, Sunderland, Valencia, Werder Bremen, West Bromwich Albion |
| 3          | Beşiktaş, Bordeaux, Braga, Fulham, Lech Poznań, Lyon, Marseille, Newcastle Utd, Nordsjælland, Panathinaikos, Porto, Schalke 04, Sevilla, Spartak Mosca, Sporting CP, Wolverhampton Wanderers, |
| 2          | AEK Athens, Ajax, Anderlecht, Aston Villa, Athletic Bilbao, Atlético Madrid, AZ, Benfica, Bologna, Brøndby, Copenaghen, Galatasaray, Genoa, Hannover 96, Legia Warsaw, Leicester City, Lokomotiv Mosca, Málaga, Metalist Kharkiv, Monaco, Napoli, Palermo, Sochaux, Stoke City, Stoccarda, Twente, Wolfsburg, Zaragoza |
| 1          | Al-Hilal, Anorthosis Famagusta, Anzhi Makhachkala, Aris Salonicco, Atromitos, Auxerre, Birmingham City, Blackburn Rovers, Borussia Mönchengladbach, CFR Cluj, Club Brugge, Derby County, Eintracht Frankfurt, Elfsborg, Fenerbahçe, Feyenoord, Fiorentina, Fortuna Düsseldorf, Göteborg, Groningen, Amburgo, Heerenveen, Helsingborg, Hertha Berlino, Hull City, Illichivets Mariupol, Internazionale, İstanbul B.B., Jablonec, Jagiellonia Białystok, Kaiserslautern, Colonia, Lazio, Lilla, Los Angeles Galaxy, Maccabi Haifa, Magonza, Midtjylland, Millwall, Montpellier, NEC, 1. FC Nuremberg, Parma, Rennes, Rostov, Rubin Kazan, Samsunspor, Sivasspor, Slovan Liberec, Swansea City, Tavriya Simferopol, Terek Groznyj, Torino, Trabzonspor, Udinese, Vorskla Poltava, West Ham United, Young Boys |